# Llista il·lustrada dels ocells del món de HBW i BirdLife International
La HBW and BirdLife International Illustrated Checklist of the Birds of the World o Llista il·lustrada dels ocells del món de HBW i BirdLife International és una llista d'inventari amb il·lustracions de totes les espècies d'ocells del món publicada per Lynx Edicions en associació amb BirdLife International en dos volums el 2014 i el 2016. Aquesta llista segueix els 16 volums del Handbook of the Birds of the World (HBW), o Manual dels ocells del món (publicat també per Lynx Edicions) i s'utilitza com a base per als ocells de la Llista vermella d'espècies amenaçades de la UICN i moltes altres organitzacions.
És considerada una de les quatre principals llistes mundials d'ocells.